# 갈구두드주

갈구두드주

갈구두드주(소말리어: Galguduud)는 소말리아 중부에 위치한 주로, 주도는 두사마렙이다. 에티오피아와 국경을 맞대고 있으며 무두그주와 히란주, 샤벨라하데헤주, 인도양과 인접해 있다.